# MVP de la ABA Liga

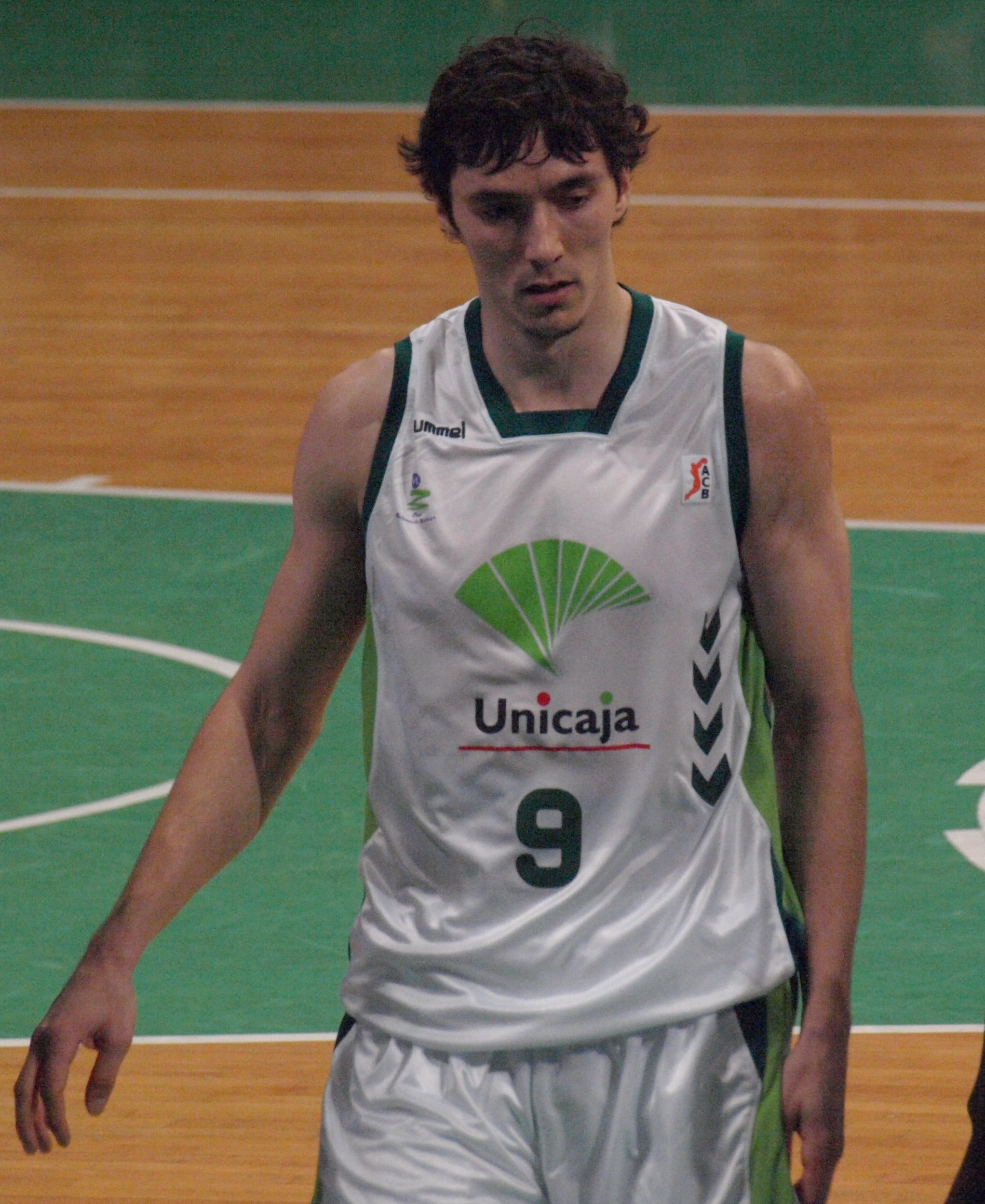
Jiří Welsch, ganador en 2002

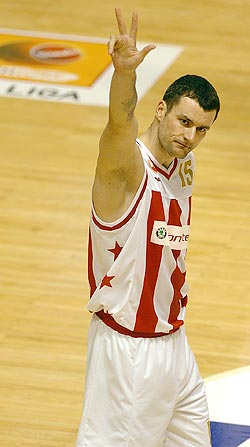
Milan Gurović, ganador en 2007

El MVP de la ABA Liga es un galardón que concede la ABA Liga desde su fundación en 2001 al mejor jugador de la competición. El último ganador ha sido el serbio Nikola Kalinić, del Estrella Roja.

## Ganadores
| Temporada | Jugador             | Equipo                | Val.           | Ref.           |
| --------- | ------------------- | --------------------- | -------------- | -------------- |
| 2001-02   | Jiří Welsch         | Union Olimpija        | 17.64          | [ 1 ]          |
| 2002-03   | Kenyan Weaks        | Pivovarna Laško       | 19.33          | [ 2 ]          |
| 2003-04   | Dejan Milojević     | Budućnost             | 29.35          | [ 3 ]          |
| 2004-05   | Dejan Milojević (2) | Partizan              | 30.35          | [ 4 ]          |
| 2005-06   | Dejan Milojević (3) | Partizan (2)          | 26.21          | [ 5 ]          |
| 2006-07   | Milan Gurović       | Crvena Zvezda         | 29.30          | [ 6 ]          |
| 2007-08   | Tadija Dragićević   | Crvena Zvezda (2)     | 21.93          | [ 7 ]          |
| 2008-09   | Ante Tomić          | Zagreb                | 22.42          | [ 8 ]          |
| 2009-10   | Chester Mason       | Široki                | 19.96          | [ 9 ]          |
| 2010-11   | Luka Žorić          | Zagreb (2)            | 23.62          | [ 10 ]         |
| 2011-12   | David Simon         | Radnički              | 22.27          | [ 11 ]         |
| 2012-13   | Aleksandar Ćapin    | Radnički (2)          | 20.43          |                |
| 2013-14   | Dario Šarić         | Cibona                | 21.15          |                |
| 2014-15   | Nikola Jokić        | Mega Leks             | 21.96          | [ 12 ]         |
| 2015-16   | Miro Bilan          | Cedevita              | 20.81          | [ 13 ]         |
| 2016-17   | Nikola Janković     | Union Olimpija        | 19.24          | [ 14 ]         |
| 2017-18   | Luka Žorić (2)      | Cibona                | 23.24          | [ 15 ]         |
| 2018-19   | Goga Bitadze        | Budućnost (2)         | 19.95          | [ 16 ]         |
| 2019-20   | No se concedió      | No se concedió        | No se concedió | No se concedió |
| 2020-21   | Filip Petrušev      | Mega Soccerbet (2)    | 27.95          | [ 17 ]         |
| 2021–22   | Nikola Kalinić      | Crvena zvezda mts (3) | 12.96          | [ 18 ]         |
| 2022–23   | Luka Božić          | Zadar                 | 32.56          | [ 19 ]         |
| 2023–24   | Luka Božić (2)      | Zadar                 | 32.56          | [ 20 ]         |
| 2024–25   | McKinley Wright     | Budućnost VOLI (3)    | 16.00          | [ 21 ]         |